# Sandy & Junior: A História
Sandy & Junior: A História é uma série documental e biográfica brasileira que conta a história da dupla de irmãos Sandy & Junior. A primeira e única temporada, com sete episódios, foi produzida pela Gogacine Produções e lançada em 10 de julho de 2020 pelo serviço de streaming Globoplay.

## Exibição
Inicialmente, foi divulgado em janeiro de 2020 que a série seria lançada em junho do mesmo ano, porém foi adiada para 12 de julho, exatamente um ano após o início da turnê Nossa História, vindo a ter seu lançamento antecipado para o dia 10 de julho. A TV Globo exibiu o primeiro episódio em 12 de julho após o programa Tamanho Família.
Foi exibida novamente na TV Globo, agora com todos os episódios, de 11 de abril a 23 de maio de 2021 nas tardes de domingo, cobrindo o espaço deixado pela primeira temporada do The Voice +, já que a sexta temporada do The Voice Kids teve a sua estreia adiada para 6 de junho, sendo reexibida aos sábados no Multishow. Além da série, a Globo também exibe o show da turnê Nossa História no dia 30 de maio de 2021.

## Produção
Dirigida por Douglas Aguillar da Gogacine Produções, a série mostra imagens de toda a trajetória do grupo, desde arquivos pessoais gravados pela mãe da dupla, Noely, entrevistas, gravações de álbum, bastidores, cenas inéditas do último show em 2007, além dos bastidores da turnê Nossa História, que aconteceu entre julho e novembro de 2019.

## Enredo
A série documental mostra a trajetória de sucesso da dupla Sandy & Junior, oferecendo ao público uma viagem pela vida profissional e pessoal dos irmãos que se tornaram um marco da música brasileira. Os sete episódios acompanham diversos momentos de sua carreira artística, desde a infância até a recente turnê Nossa História. A partir de um vasto arquivo musical e de imagens inéditas, a produção reconstrói os mais de 30 anos da dupla, trazendo ainda depoimentos de familiares, fãs e grandes artistas – como Roberto Carlos e Ivete Sangalo.

## Episódios
| N.º | Título                       | Dirigido por     | Lançamento          |
| --- | ---------------------------- | ---------------- | ------------------- |
| 1 | "O Fim e o Começo"           | Douglas Aguillar | 10 de julho de 2020 |
| É anunciado o fim da dupla Sandy & Junior. Logo na infância começa uma história de sucesso que só faz crescer. Com a passagem para a adolescência, surgem os primeiros desafios. Contém depoimentos de: Araci Lima, Chitãozinho, Dudinha, Erik Escobar, Fernanda Rodrigues, Flavia Moraes, Guto Graça Mello, Hugo Prata, Ivete Sangalo, KK Mamoni, Laura Pausini, Luciano Huck, Marcelo Castro Branco, Mariazinha, Max Pierre, Moogie Canazio, Noely Lima, Oscar Jannes, Otávio de Moraes, Roberto Carlos, Serginho Groisman, Toquinho e Xororó.                                                                                            |                              |                  |                     |
| 2 | "Dramaturgia"                | Douglas Aguillar | 10 de julho de 2020 |
| O talento da dupla mais amada do Brasil chama a atenção da indústria audiovisual. Sandy & Junior passam a integrar também grandes produções no cinema e na televisão. Contém depoimentos de: Ana Maria Moretzsohn, Antônio Fagundes, Bruna Thedy, Douglas Aguillar, Fernanda Paes Leme, Fernanda Rodrigues, Flavia Moraes, José Trassi, Karina Dohme, KK Mamoni, Lucas Lima, Marco Dutra, Noely Lima, Paulo Vilhena, Paulo Silvestrini, Renato Aragão, Rodrigo Santoro, Sérgio Penna, Wagner Santisteban e Xororó. |                              |                  |                     |
| 3 | "O Auge"                     | Douglas Aguillar | 10 de julho de 2020 |
| O álbum As Quatro Estações e as apresentações no Rock in Rio e no Maracanã fazem história. Sandy & Junior batem todos os recordes e se tornam um fenômeno dentro e fora do país. Contém depoimentos de: Flavia Moraes, Guto Graça Mello, Hugo Pratta, Ivete Sangalo, KK Mamoni, Lucas Lima, Marcelo Castelo Branco, Max Pierre, Moogie Canazio, Noely Lima, Oscar Rodrigues Alves, Otávio de Moraes, Paulo Silvestrini, Picky Talarico, Richard Ogden, Roberto Medina, Sebastian Krys e Xororó. |                              |                  |                     |
| 4 | "Boatos e Polêmicas"         | Douglas Aguillar | 10 de julho de 2020 |
| Como em toda história de sucesso, Sandy & Junior tiveram que lidar desde cedo com boatos e severas críticas. Parte da imprensa invadia a vida pessoal dos irmãos gerando polêmicas. Contém depoimentos de: Antonio Calixto, Cinthia Mendes, Fernanda Gentil, Giselle Kalil, Hugo Gloss, Ivete Sangalo, KK Mamoni, Leonardo Diniz, Lissa Diniz, Lucas Lima, Luciano Huck, Mariazinha, Monica Benini, Moogie Canazio, Natany Ramos, Natiare Azevedo, Noely Lima, Oscar Jannes, Rodrigo Rocha, Serginho Groisman, Stella Pinheiros e Xororó.                                                                                                   |                              |                  |                     |
| 5 | "Carreira Solo"              | Douglas Aguillar | 10 de julho de 2020 |
| Logo após a separação como dupla, Sandy & Junior começaram a desenhar as suas carreiras-solo, realizando importantes trabalhos individuais. Chega até eles um convite especial. Contém depoimentos de: Amon Lima, Douglas Aguillar, Dudinha, Erik Escobar, Gilberto Gil, Gui Fonseca, Julio Torres, Lucas Lima, Milton Guedes, Monica Benini, Noely Lima, Peri, Raoni Carneiro, Roberto Carlos, Sebastian Krys, Tiago Iorc, Xororó e Zé Carratu. |                              |                  |                     |
| 6 | "Construindo Nossa História" | Douglas Aguillar | 10 de julho de 2020 |
| A Nossa História em cada passo, desde o encontro onde Sandy & Junior decidiram realizar a turnê̂ passando pela divulgação, reuniões de conteúdo e ensaios técnicos. Contém depoimentos de: Alexandre Faria, Bia Marques, Carlinhos Nogueira, Carol Prado, Celso Bernini, Douglas Aguillar, Duda Gouveia, Dudinha, Edu Tedeschi, Erik Escobar, Fábio Lima, Fred Bruniera, Gui Fonseca, Ivete Sangalo, Kaique Alves, Kamila Oliveira, Kátia Barros, Keila Akemi, Lia Cará, Lucas Lima, Luciano Huck, Mário Lima, Milton Guedes, Noely Lima, Raoni Carneiro, Ricardo Braune, Roberto Carlos, Robson Mano, Stephano Favoro, Xororó e Zé Carratu. |                              |                  |                     |
| 7 | "A Turnê"                    | Douglas Aguillar | 10 de julho de 2020 |
| Em cada lugar por onde passam a emoção dos fãs, os contratempos e a explosão no palco: a turnê Nossa História supera as expectativas e torna-se um novo marco de Sandy & Junior. Contém depoimentos de: Alexandre Faria, Fernanda Gentil, Hugo Pratta, Ivete Sangalo, Laura Pausini, Lucas Lima, Luciano Huck, Marcelo Castello Branco, Mikhael Abe, Max Pierre, Moogie Canazio, Noely Lima, Otávio de Moraes, Paulo Lima, Raoni Carneiro, Roberto Carlos, Roberto Medina, Sebastian Krys, Serginho Groisman, Xororó e Zé Carratu. |                              |                  |                     |

## Trilha sonora
O álbum Nossa História – Ao Vivo em São Paulo foi lançado em 17 de julho também no Globoplay — uma semana após o lançamento da série. O show foi gravado ao vivo durante a turnê Nossa História em 12 e 13 de outubro de 2019 em São Paulo.